# Cathédrale de la Sainte-Trinité de Dnipro
Pour les articles homonymes, voir Cathédrale de la Sainte-Trinité.
La cathédrale de la Sainte-Trinité est la cathédrale orthodoxe de l'Église orthodoxe ukrainienne (Patriarcat de Moscou) dans la ville de Dnipro, construite au XIXe siècle selon le projet de Louis Charlemagne-Baudet et Pietro Visconti. Tout au long du XIXe siècle, elle s'appelait l'église de la Trinité, puis l'église de la Descente du Saint-Esprit.

## Histoire
La cathédrale de la Sainte-Trinité est construite sur le site de la première église de la ville en l'honneur de l'icône de la Mère de Dieu de Kazan. Cette petite église en bois, consacrée le 15 janvier 1791, s’est dégradée en 40 ans et les marchands de la ville ont demandé l’aide d'architectes de Saint-Pétersbourg, Louis Charlemagne-Baudet et Pietro Visconti, qui avaient déjà projeté à Ekaterinoslav l’église de la Dormition (1837). Les architectes réalisèrent les deux projets en parallèle.
L'emplacement de la nouvelle cathédrale a été consacré en 1837. En 1862, la construction du clocher a commencé, qui est devenu le bâtiment le plus élevé d'Ekaterinoslav à cette époque. À la fin du XIXe siècle, les bâtiments de l'église et du clocher étaient reliés entre eux. Plus tard, les maisons du clergé et les écoles paroissiales ont été construites.
Dans la seconde moitié du XIXe siècle, la cathédrale servait d'église paroissiale. Selon les Informations diocésaines, la paroisse de l'église se composait de trois prêtres, d'un diacre, de plusieurs chantres. Le clergé, en plus des tâches directes de la prêtrise, a participé au travail des institutions administratives de l'église, s'est engagé dans des activités d'enseignement et a prêché.
À la fin des années 1900, des réparations majeures ont été effectuées dans l'église.
Pendant les années du pouvoir soviétique, après la fermeture de la cathédrale de la Transfiguration, l'évêque transfert son siège ici. La maison de l'évêque est située non loin dans la rue rouge ; son premier habitant devint Mgr Agapit.
Dans les années 1930, lors de la lutte contre la religion en URSS, la cathédrale est fermée. Le bâtiment sert d'entrepôt à fourrage. Au cours de cette période, les murs de l'église sont perforés pour créer des étages intermédiaires. Les fluctuations de température et la saleté ont gravement endommagé la décoration intérieure de la cathédrale, notamment les peintures.
Le culte reprend en 1941, sous l'occupation allemande de la ville - et n'a cessé depuis. En 1943, à la libération de la ville par les troupes soviétiques, le recteur de l'église meurt et l'archevêque Vladimir Kapoustynski également (avant la révolution, il était inspecteur de l'école féminine diocésaine et recteur de l'église de la Présentation). Le 27 octobre 1943, deux jours après la libération de Dniepropetrovsk, le protodiacre de la cathédrale, Ilarion, est abattu dans la cour du temple (sa tombe se trouve sur le territoire de la cathédrale).
Depuis 1944, l'église a été restaurée et rénovée. À peu près au même moment, la réorganisation du diocèse de Dnipropetrovsk a lieu et l'église devient une cathédrale, c'est-à-dire la résidence de l'évêque. Le changement de statut de la cathédrale a permis le début des travaux de restauration capitale commencés en 1956.
Le recteur, archiprêtre Volodymyr Aksyoutine, est chargé de la décoration extérieure et intérieure de l'édifice et de l’amélioration du territoire environnant, grâce au soutien de Mgr Irénée qui dirige le diocèse à partir de 1993.
Près de l'enceinte de la cathédrale sont enterrés les évêques éparchiaux Andreï (Komariv), Varlaam (Iliouchtchenko), Kronid (Michtchenko), recteur de la cathédrale, le protodiacre Ilarion, ainsi que des habitants de la ville victimes des bombardements allemands en 1941.
Dans la cathédrale, il y a des sanctuaires : l'icône de la Sainte Trinité avec une partie du chêne mamvirien, l'icône « Le Sauveur pleurant », les icônes de la Mère de Dieu « Iverskaïa », « Kazan », « La dignité est », « Samarskaïa », deux crucifix avec des reliques de saints orthodoxes. Parmi les reliques figurent l'iconostase de l'église de Kazan et le tombeau de la cathédrale Saint-Nicolas de Briansk.
Il y a des services quotidiens dans la cathédrale, il y a des demandes. En vacances le matin, deux services sont proposés : à 7h00 et à 9h00. Le dimanche soir, en lisant l'akathiste et les samedi, l'évêque au pouvoir accomplit l'onction du prêtre.

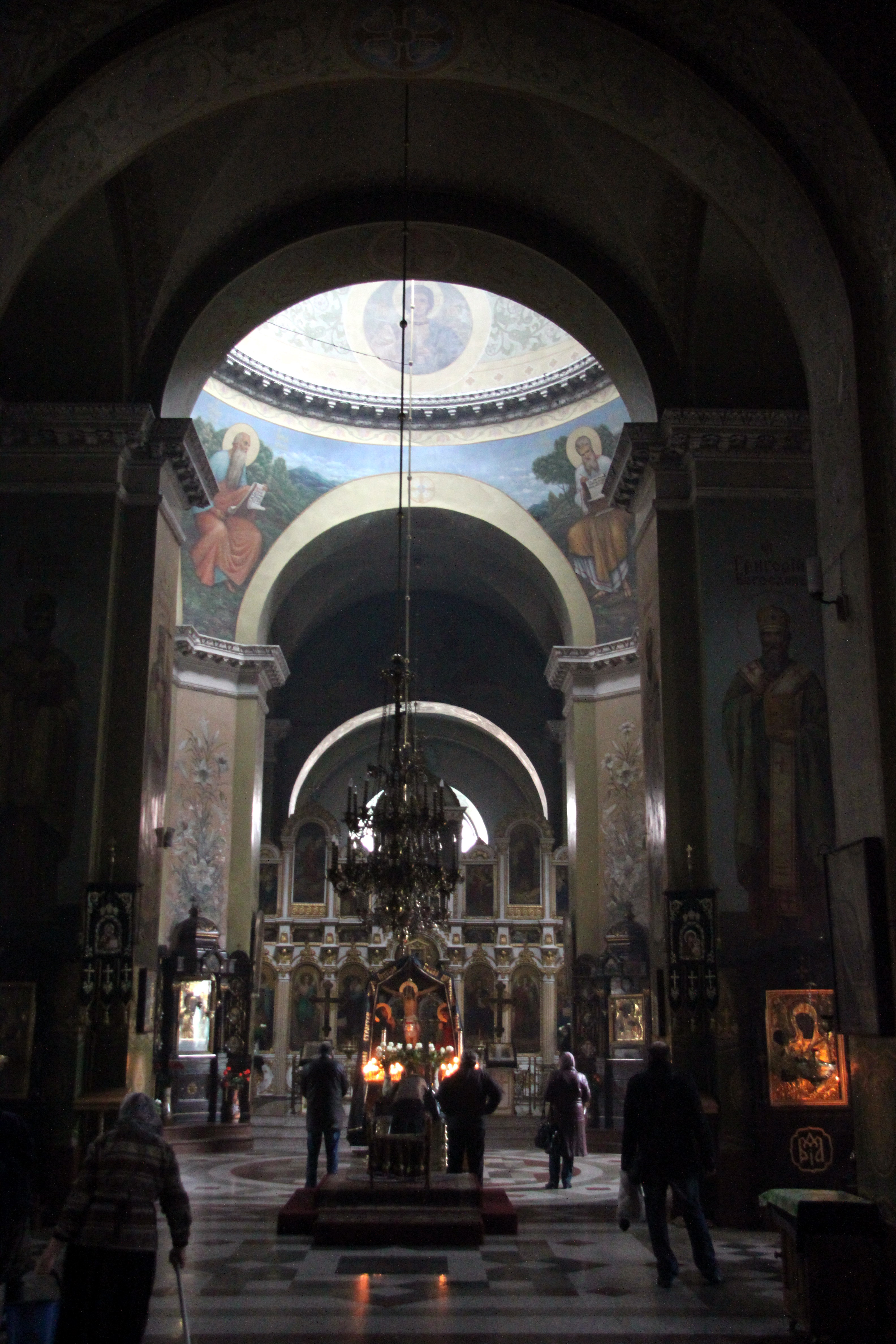
Intérieur
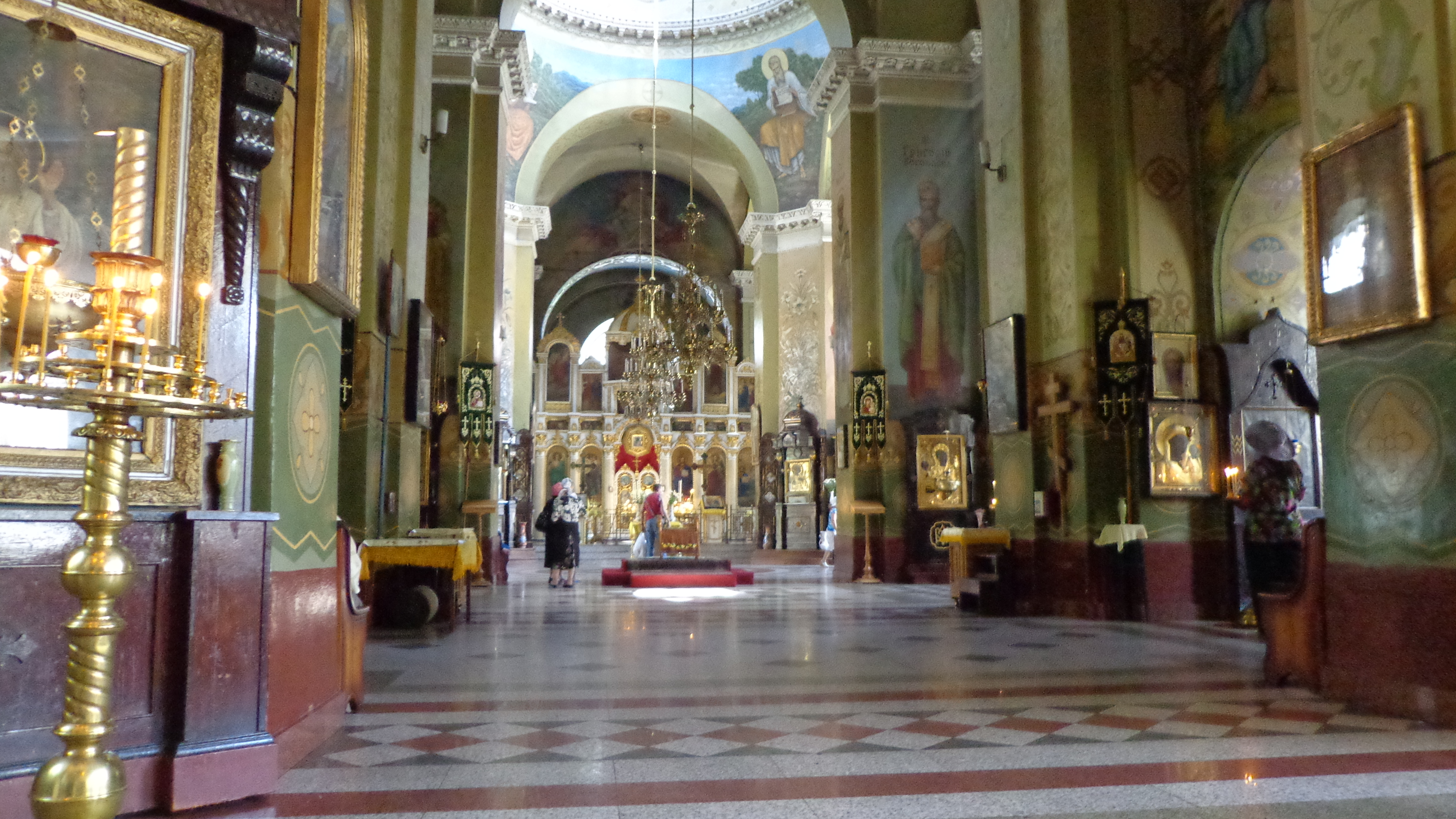
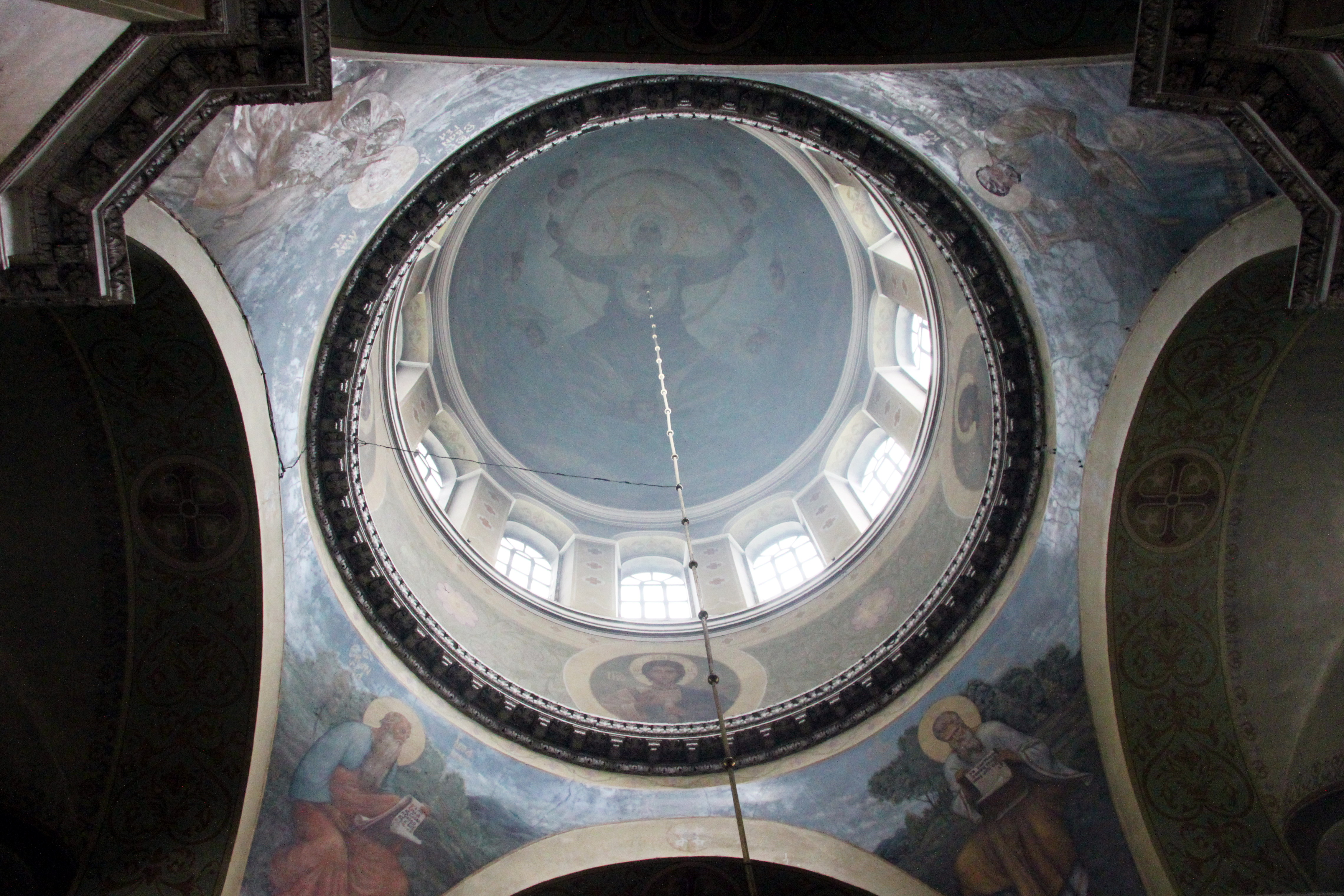
et coupole.